# Esikhawini
Esikhawini (auch eSikhawini) ist eine Küstenstadt in der südafrikanischen Provinz KwaZulu-Natal. Sie gehört zur Gemeinde uMhlathuze im Distrikt King Cetshwayo. 2011 hatte die Stadt 30.922 Einwohner. Sie liegt auf einer Höhe von 39 Metern über dem Meeresspiegel. Esikhawini befindet sich in einer ländlichen Gegend ungefähr 25 Kilometer südwestlich von Richards Bay und 50 Kilometer östlich von Eshowe. Die N2 führt nahe an der Stadt vorbei.
Die durchschnittliche jährliche Niederschlagsmenge in Esikhawini beträgt 1087 Millimeter. Der meiste Niederschlag fällt im Sommer (Oktober bis März). Die geringste Niederschlagsmenge gibt es mit 42 Millimetern im Juni. Der meiste Niederschlag fällt im März (133 Millimeter). Die durchschnittliche Höchsttemperatur in Esikhawini variiert von 23 °C im Juli bis zu 28,6 °C im Februar. Der kälteste Monat ist der Juli. Hier liegen die durchschnittlichen Tiefsttemperaturen nachts bei 11,6 °C.